# Peveragno
Peveragno é uma comuna italiana da região do Piemonte, província de Cuneo, com cerca de 5.207 habitantes. Estende-se por uma área de 68 km², tendo uma densidade populacional de 77 hab/km². Faz fronteira com Beinette, Boves, Chiusa di Pesio, Cuneo, Limone Piemonte.

## Demografia
| Variação demográfica do município entre 1861 e 2011                               |
|                                                                                   |
| Fonte: Istituto Nazionale di Statistica (ISTAT) - Elaboração gráfica da Wikipedia |